# 彭午
彭午（？—29年），东汉初年燕王彭宠的儿子。彭宠本来是汉光武帝刘秀的功臣，因为他觉得刘秀对他的封赐太低，他起兵反刘秀。在29年，彭宠被苍头（家奴）子密杀害。尚书韩立拥立彭午为王，国师韩利将彭午斩首，向征虏将军祭遵投降。